# Morbier (kaas)
Morbier is een halfharde Franse kaas met gewassen korst. De Morbier komt van oorsprong uit het gelijknamige dorp Morbier in de Jura.
De kaas wordt gemaakt van rauwe koemelk (hoewel tegenwoordig ook gepasteuriseerde melk gebruikt wordt). De wrongel wordt gesneden, de wei verwijderd en vervolgens wordt de kaas in de vorm geperst. Hierna wordt er een aslaagje toegevoegd. 's Avonds als de koeien heel de dag gegeten hebben wordt er ook gemolken en de wrongel van deze melk komt op de aslaag. De kaas van de avondmelk is veel sterker van smaak en smaakt meer naar noten. 
Vervolgens gaat de kaas in de pers en gaat hij 2 à 3 maanden in een koude ruimte rijpen. De kaas krijgt een rode korst. Kenmerkend is de zwarte ader die door de kaas loopt. Qua smaak doet deze ader niet veel.
De ader schijnt ontstaan te zijn doordat de boeren hun wrongel wilden bewaren tot ze genoeg hadden om een hele kaas te maken. Om de wrongel tegen insecten e.d. te beschermen brachten ze er een laagje as en zout op aan. Daarboven werd dan later de wrongel uit een volgende melkperiode toegevoegd.
Morbier heeft in 1998 het AOC-keurmerk gekregen. Dit houdt in dat de kaas ook alleen gemaakt mag worden van de melk van koeien die gevoed zijn met hooi, gras en kruiden uit de Jura.